# Kerkko Koskinen Kollektiivi
Il Kerkko Koskinen Kollektiivi è un gruppo musicale finlandese formato nel 2012 dai cantanti Kerkko Koskinen, Vuokko Hovatta, Manna e Paula Vesala, quest'ultima successivamente sostituita da Maija Vilkkumaa.

## Carriera
Il gruppo si è formato nel 2012 da un'idea del cantante e musicista Kerkko Koskinen, che ha radunato altri nomi affermati della scena musicale finlandese. Il loro album di debutto eponimo è uscito nell'agosto dello stesso anno e ha debuttato in vetta alla top 50 finlandese, vendendo oltre 10 000 copie, sufficienti a ottenere un disco d'oro.
A gennaio 2014 Paula Vesala ha annunciato che avrebbe lasciato il gruppo per via di divergenze artistiche; Maija Vilkkumaa l'ha rimpiazzata e ha registrato con gli altri tre membri le canzoni per il secondo album, intitolato semplicemente 2, uscito nel settembre successivo, che si è piazzato 2º nella classifica nazionale dei più venduti.

## Discografia

### Album in studio
- 2012 - Kerkko Koskinen Kollektiivi
- 2014 - 2

### Singoli
- 2012 - Nukun hiljaa kirkkomaassa
- 2012 - Laura Palmer
- 2013 - Hoosianna
- 2014 - Tallinnan-lautta
- 2014 - Lokki
- 2014 - Vapaudesta